# Bertie Ahern
Patrick Bartholomew „Bertie” Ahern (Dublin, 1951. szeptember 12. –) ír politikus, 1997 és 2008 között Írország miniszterelnöke. A koalíciós kormány elnöke volt, vezetve a Fianna Fáil Pártot, az Ír Zöld Pártot (Green Party) és a Progresszív Demokraták nevű pártot. Politikai pályája során szolgált Charles Haugheynak és Albert Reynoldsnak. 1994-ben megválasztották a Fianna Fáil hatodik vezetőjének.
Dublin Drumcondra kerületében folytatta tanulmányait a St. Patrick's National School-ban. Később a Dublin Institute of Technology-ban, majd a University College Dublin-ban tanult. Az egyetemi időszaka után egy dublini kórházban kezdett dolgozni.
1972-ben találkozott leendő feleségével Miriam Kellyvel. Kellyt 1975-ben vette el. Két gyermeke született Georgina és Cecelia. 1992-ben elvált feleségétől. Fianna Fáil párt Celia Larkin aktivistájával került szoros kapcsolatba, akivel az 1980-as években találkozott.
1998-ban Tony Blairrel hozta létre az ún. nagypénteki egyezményt (angolul Good Friday Agreement), ami Észak-Írországban megszüntette a polgárháborús állapotokat.
2012-ben kiderült, hogy még az 1990-es évek közepén 165 ezer ír fontnyi be nem jelentett pénzadományt fogadott el üzletemberektől, majd több alkalommal eskü alatt hazudott.